# FS ETR.220
Die Elektrotriebzüge der Baureihe ETR.220 der italienischen Ferrovie dello Stato (FS) waren für hochwertige Schnellzüge bestimmt. Sie wurden in den Jahren 1960 bis 1964 aus den 14 noch vorhandenen Triebzügen der Baureihe ETR.200 umgebaut, indem ein vierter Wagen hinzugefügt wurde, wobei die Höchstgeschwindigkeit auf 180 km/h erhöht wurde.

## Geschichte

### ETR.220
Im Jahr 1957 begann man, die Vergrößerung und Modernisierung des ETR.200 zu überlegen, sodass sie ungefähr dieselbe Anzahl Sitzplätze wie die im Bau befindlichen ETR.250 Arlecchino haben würden. Zu diesem Zweck wurde die Anzahl der Wagen von drei auf vier erhöht, sodass der Zug wie der Arlecchino 154 Sitzplätze anbieten konnte.
Für den Umbau wurde das Kopfende von Wagen 3 abgeschnitten und dessen Ende mit einem Wagenübergang versehen, sodass ein Übergang zum neu aufgebauten Wagen 4 entstand, an dessen anderes Ende der Kopf von Wagen 3 angebracht wurde. Der antriebslose vierte Wagen hatte die gleichen Drehgestelle wie der ETR.250 und hatte deshalb gegenüber den übrigen Wagen des Zuges kleinere Räder, die nur einen Durchmesser von 920 mm hatten.
Die umgebauten Züge wurde als ETR.220 bezeichnet und erhielt die neue Magnoliengrüne-Nebelgrau-Lackierung wie die Settebello und Arlecchino.

### ETR.220P
Der Umbau der ETR.200 in ETR.220 war noch nicht abgeschlossen, als die FS beschloss, die Züge auch leistungsmäßig an die ETR.250 anzupassen, sodass die Züge zusammen in Mehrfachtraktion verkehren können und untereinander austauschbar sind. Drehgestelle und Fahrmotoren wurden nun vollständig vom ETR.250 übernommen, weshalb die Anordnung der Antriebe geändert werden musste. Neu befanden sich in den Jakobs-Drehgestellen keine Motoren mehr, dafür erhielt das kopfseitige Drehgestell des vierten Wagens zwei Fahrmotoren. Die neue Version des ETR.220 wurde mit ETR.220P bezeichnet, wobei das P für Potenziato ‚leistungsgesteigert‘ steht.

### ETR.220 AV
Für die Aufnahme des Hochgeschwindigkeitsverkehrs im Jahre 1969 auf der Strecke Rom–Neapel standen anfänglich zu wenig Fahrzeuge zur Verfügung. Um die höhere Geschwindigkeit zu erreichen, wurde deshalb in den Jahren 1970 bis 1972 bei sechs Zügen die Übersetzung der Getriebe von 28:42 auf 38:46 geändert, außerdem wurden die Fahrzeuge mit der Bordausrüstung der Zugbeeinflussung RS4 Codici mit Führerstandssignalisierung ausgerüstet und mit elektrischer Bremse ausgerüstet. Das Gewicht der Züge erhöhte sich dadurch auf 186 t. Die Züge wurden von November 1986 bis Dezember 1987 in ETR.240 umgebaut, einzig Zug 236 wurde nicht umgebaut. Das war der einzige Zug der ETR.220 AV, der mit Klimaanlagen des Herstellers Stone ausgerüstet war und sich deshalb von den anderen Zügen unterschied.

### Polifemo
Die auffälligste äußerliche Änderung der Züge war die ab 1972 eingeführte neue einteilige Frontscheibe aus Sicherheitsglas, die dem Personal einen besseren Schutz bieten sollte. Ein einziges „Auge“ ersetzte die beiden Frontscheiben, was die gewohnte Ästhetik des Zuges veränderte und ihm den Spitznamen „Polifemo“ ‚Polyphem‘, die Bezeichnung eines Zyklopen in der griechischen Mythologie einbrachte.

### ETR.220 P II
Ähnlich dem Umbau der ETR.220 AV in ETR.240 wurden auch die ETR.220 P mit mehr Sitzplätzen versehen, erhielten aber keine neue Baureihenbezeichnung. Die Züge kriegten wieder eine Zwei-Klassenbestuhlung im Hinblick auf die Abschaffung der Trans-Europ-Express Ende der 1980er Jahre, die nur 1. Wagenklasse führten. Die Inneneinrichtung wurde wie folgt geändert:
- Wagen 1: keine Änderung, 54 Sitzplätze 1. Klasse
- Wagen 2: 17 Sitzplätze der ersten Klasse werden entfernt, um Platz für ein Zugführerabteil und Abteil für die Minibar zu schaffen. Es verbleiben 30 Sitzplätze 1. Klasse
- Wagen 3: alle Serviceabteile werden entfernt, eine Klimaanlage eingebaut und ein Fahrgastraum mit 71 Sitzplätzen 2. Klasse eingerichtet.
- Wagen 4: Umbau zum 2. Klass-Wagen mit 85 Sitzplätzen

Nach dem Umbau standen somit pro Zug 240 Sitzplätze zur Verfügung, nämlich 84 Sitzplätze 1. Klasse und 156 Plätze 2. Klasse.

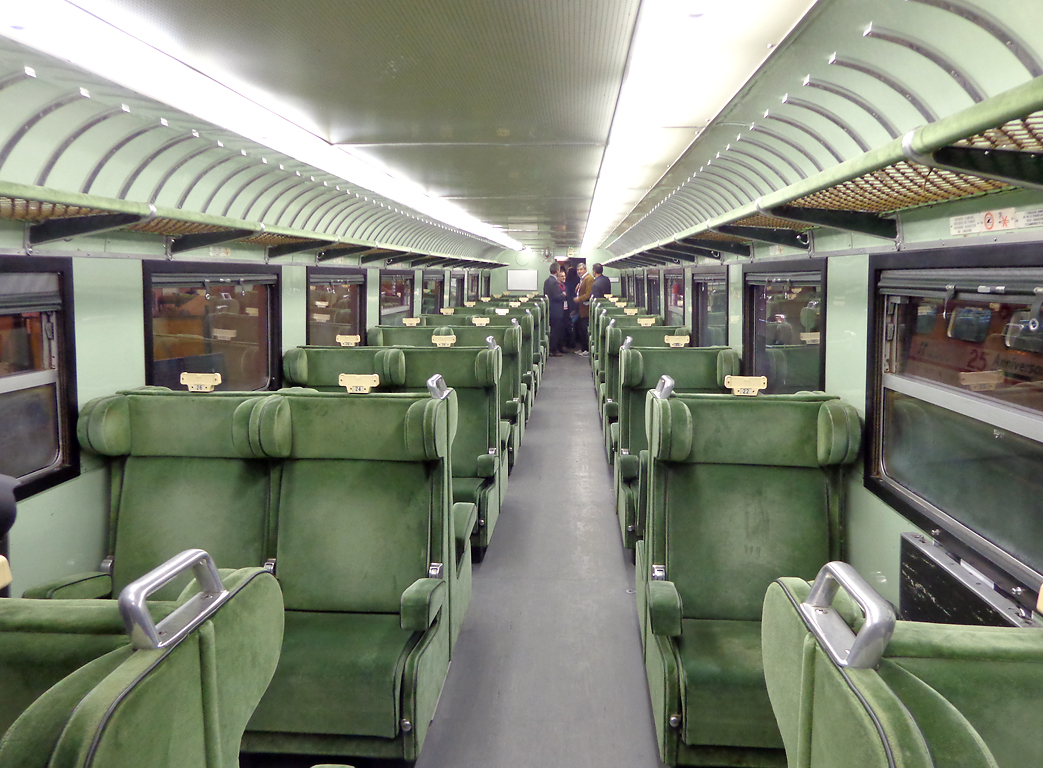
Innenansicht von Wagen 1 mit Bestuhlung 1. Klasse